# Сквер Чугуївський
Сквер Чугуївський — міський парк Чугуєва. Розташований у самому центрі міста, на перетині Харківської, Ростовської та Червономанежної вулиць.

## Історичний огляд
Створений у 1950-х роках. Початково називався сквером імені Сталіна. До моменту початку боротьби з культом особи при Хрущові на території скверу був пам'ятник Сталіну.
У 1972 році[джерело?] сквер ім. Сталіна було перейменовано на сквер ім. 50-річчя СРСР.
У 2016 році сквер ім. 50-річчя СРСР було перейменовано на сквер Чугуївський